# ProDemos

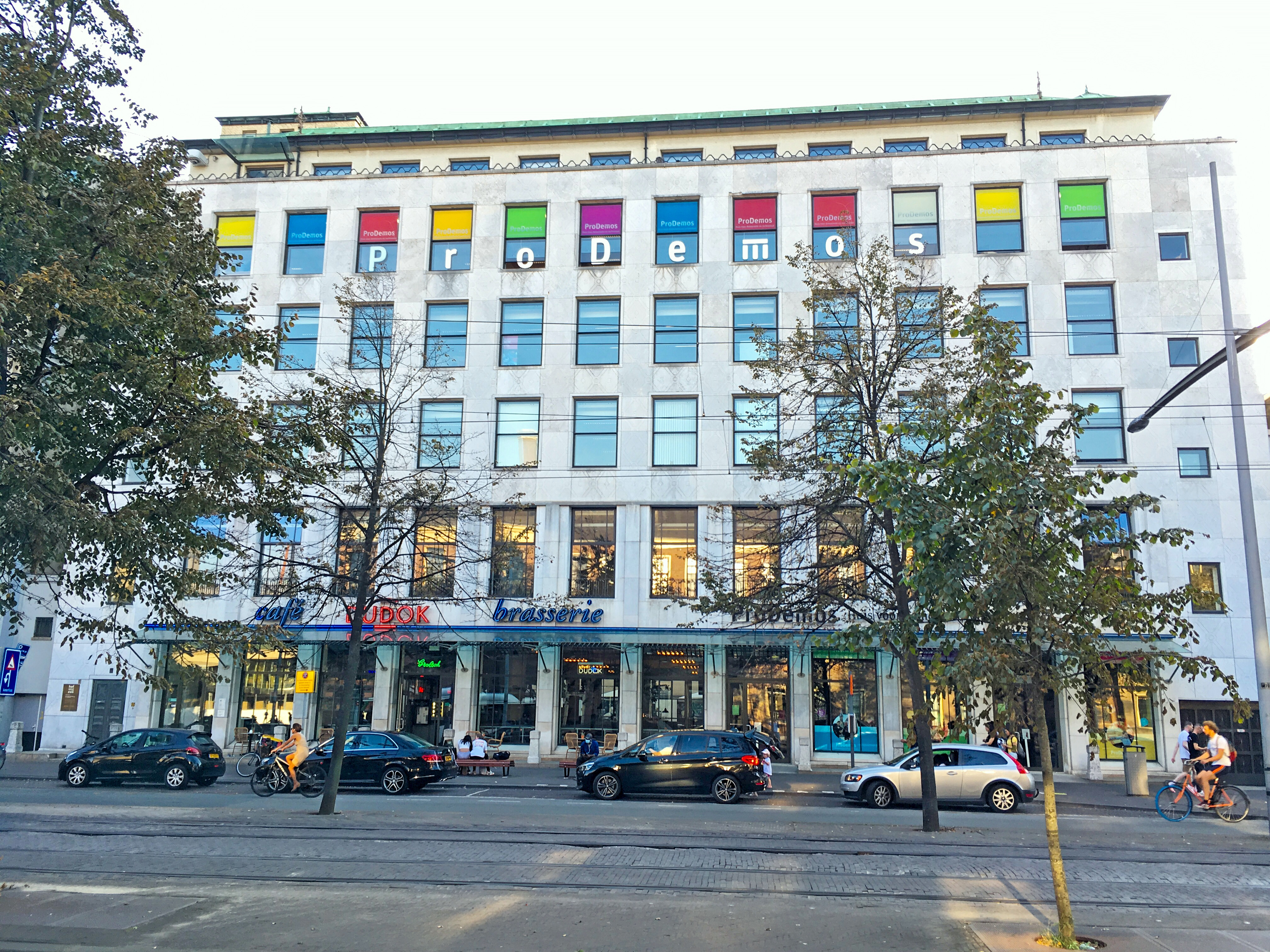
ProDemos aan de Hofweg in Den Haag (2020)

ProDemos is een voorlichtings- en bezoekerscentrum met als neventitel ‘Huis voor democratie en rechtsstaat’ en verstrekt voorlichting over burgerschap, rechtsstaat en democratie. De organisatie is gevestigd tegenover het Binnenhof in Den Haag.
ProDemos 'legt uit wat de spelregels zijn van de democratie en de rechtsstaat en laat zien wat je zelf kunt doen om invloed uit te oefenen - in de gemeente, het waterschap, de provincie, het land en Europa'. Een van de doelen van ProDemos is om veel mensen en scholen kennis te kunnen laten maken met politiek en het werk van de Tweede Kamer. De organisatie stelt zich politiek neutraal op en is niet verbonden aan een politieke partij.
Het gebouw van ProDemos bevindt zich recht tegenover het Binnenhof. Het Bezoekerscentrum verzorgt rondleidingen door het Binnenhof en maakt daarbij gebruik van de expositieruimte onder de Ridderzaal die onder beheer is van ProDemos.
Sinds 1 maart 2021 is Eric Stokkink de algemeen directeur van ProDemos. Zijn voorganger, Sjef van Gennip, was waarnemend directeur vanaf 20 januari 2020. 

## Geschiedenis

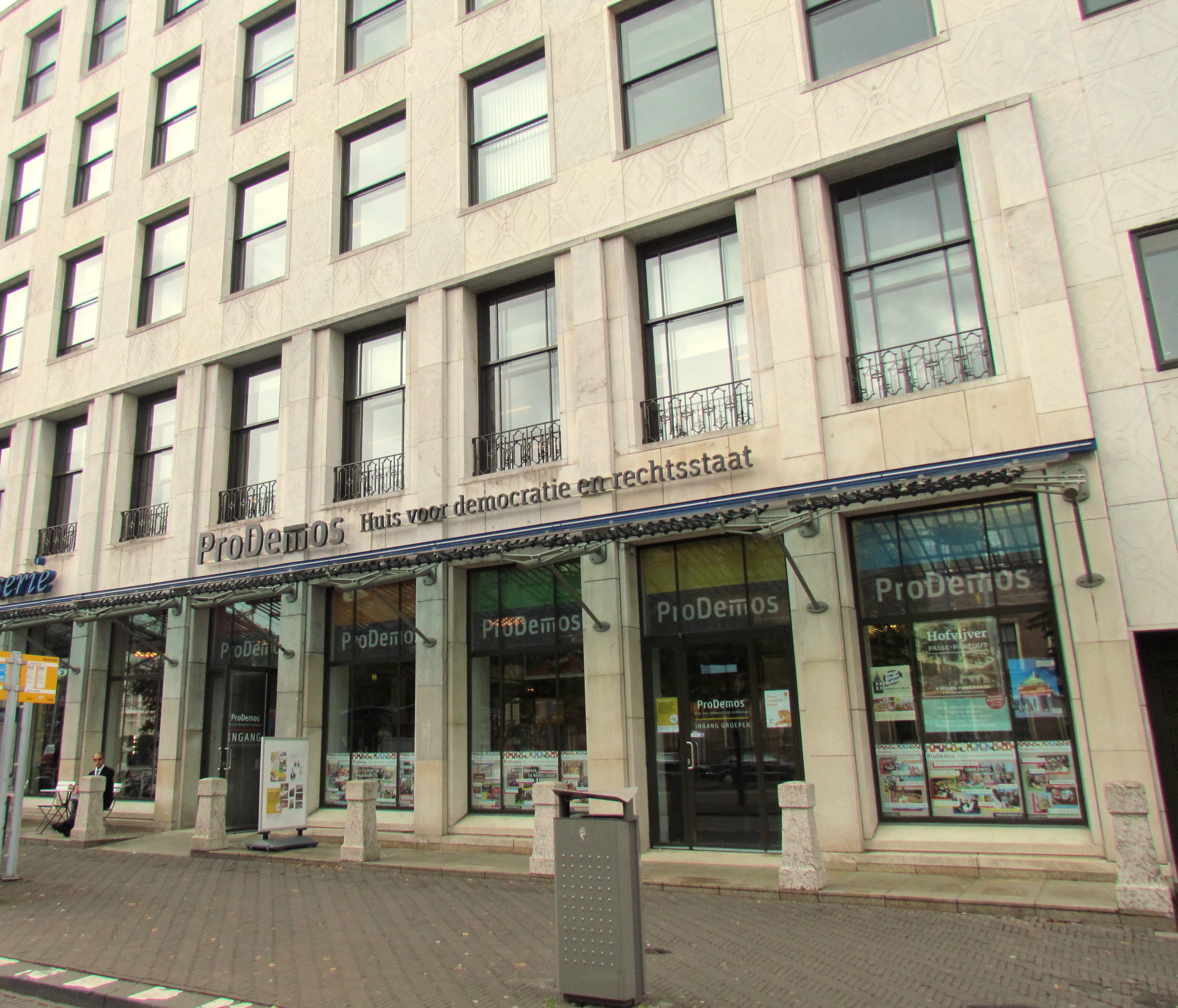
Hoofdingang van ProDemos (2012)

Over een instituut als ProDemos werd al sinds 1997 gesproken, het betrof in de begintijd vooral plannen voor een soort interactief museum in Den Haag.
Het ministerie van Binnenlandse Zaken en Koninkrijksrelaties heeft geld gezocht om het instituut te kunnen realiseren. Eerst was er sprake van een 'Huis van Democratie' en zou het een onderdeel moeten worden van het Nationaal Historisch Museum. De aanvankelijke naam was Huis voor democratie en rechtsstaat. Per 15 september 2011, bij de officiële opening, werd het ProDemos, met de eerdere naam in de 'ondertitel'.

## Activiteiten
ProDemos richt zich voornamelijk op de ontwikkeling en uitvoering van educatieve programma's over democratie en rechtsstaat voor scholieren. Vast onderdeel van de educatieve programma’s in Den Haag is het bezoek aan de Tweede Kamer. Aan de programma’s buiten Den Haag (op provinciehuizen, gemeentehuizen, rechtbanken en scholen) deden in 2019 ruim 47.000 leerlingen/studenten mee. Naast de programma's ontwikkelt ProDemos ook lesmateriaal, vaak inspelend op de politieke actualiteit. Een keer per jaar organiseert ProDemos samen met de Nederlandse vereniging van leraren maatschappijleer (NVLM) een vakconferentie voor docenten maatschappijleer, burgerschap en soortgelijke vakken. 
Voor volwassenen organiseert ProDemos o.a. debatten en (meestal in opdracht van gemeenten, provincies en waterschappen) cursussen, bijvoorbeeld voor mensen die politiek actief willen worden. In verkiezingstijd zorgt ProDemos voor informatiemateriaal, zoals een verkiezingskrant in 'gewone taal', samen met Stichting Lezen & Schrijven, en een website voor mensen met een lichte verstandelijke beperking. Via het bezoekerscentrum van ProDemos (tegenover het Binnenhof) kunnen toeristen rondleidingen krijgen door politiek Den Haag. Ze kunnen dan een bezoek brengen aan bijvoorbeeld de Eerste Kamer, de Tweede Kamer en/of de Ridderzaal. Tevens is in het bezoekerscentrum een tentoonstelling te zien.

## Stemhulpen
ProDemos maakt verschillende stemhulpen: StemWijzer, StemmenTracker, YoungVoice en PartijenWijzer.  

### StemWijzer
Met de StemWijzer kunnen kiezers in 30 stellingen hun eigen standpunten vergelijken met die van politieke partijen. Tijdens de Tweede Kamerverkiezingen is de StemWijzer gebaseerd op landelijke verkiezingsprogramma’s. Tijdens de Provinciale Statenverkiezingen of de Gemeenteraadsverkiezingen kunnen provincies of gemeenten laten ontwikkelen door ProDemos, gebaseerd op de regionale of lokale verkiezingsprogramma’s. De eerste StemWijzer verscheen in 1989 op papier en diskette. De eerste internet-versie stamt uit 1998.

### StemmenTracker
De StemmenTracker kijkt terug op de afgelopen regeerperiode van het laatste kabinet. Tweede Kamerleden bespreken een grote hoeveelheid moties, amendementen en wetsvoorstellen. Uit al die stemmingen maakt ProDemos een selectie van onderscheidende, opvallende of publiek omstreden onderwerpen. Door het stemgedrag van politieke partijen te vergelijken met je eigen mening, zie je met welke partij je de meeste overeenkomsten hebt. 

### YoungVoice
YoungVoice is een stemhulp voor jongeren. YoungVoice werd voor het eerst gebruikt in 2019 tijdens de Europese Parlementsverkiezingen. Deze stemhulp lijkt op de StemWijzer, maar de onderwerpen en stellingen zijn toegespitst op de doelgroep en elke stelling heeft een uitlegfilmpje. Jongeren kunnen aan het begin de onderwerpen kiezen die zij het belangrijkst vinden. Vervolgens swipe je door de stellingen heen.

### PartijenWijzer
De PartijenWijzer gaat niet over actuele politieke discussies, maar is gebaseerd op de beginselen van de politieke partijen die in de Tweede Kamer vertegenwoordigd zijn. Los van de actuele politieke debatten in verkiezingstijd ontdek je met welke partij je het meest verwant bent als het gaat om de principiële uitgangspunten. 

## Regeerakkoord Rutte-III
In hoofdstuk 1.5 van het regeerakkoord van kabinet-Rutte III werd vastgelegd dat alle leerlingen in hun schoolcarrière een keer een bezoek moeten kunnen brengen aan politiek Den Haag. Dat komt neer op ca. 180.000 leerlingen per jaar. In 2019 ontving ProDemos bijna 110.000 leerlingen voor een bezoek aan de Eerste en Tweede Kamer. Door de coronapandemie in 2020 en 2021 werden de fysieke programma’s tijdelijk stilgelegd.

## Misbruikaffaire
Een leidinggevend medewerker werd in 2019 ontslagen omdat hij mannelijke ondergeschikten (voornamelijk jonge studenten of net afgestudeerden, van twintig jaar en ouder) aanzette tot seks met hem, en zo misbruik maakte van zijn positie. Op initiatief van de Tweede Kamer werd onder leiding van Tjibbe Joustra een extern onderzoek ingesteld. Ook heeft ProDemos aangifte gedaan tegen de oud-medewerker. De medewerker werd niet vervolgd, omdat van de slachtoffers niemand aangifte tegen hem had gedaan. Op 4 mei 2020 vertrok directeur Eddy Habben Jansen bij het instituut ‘na goed overleg met de raad van toezicht’.